# Johnny McDowell
Johnny McDowell (Delavan, Illinois, 29 januari 1915 - Milwaukee, 8 juni 1952) was een Amerikaans Formule 1-coureur. Hij reed de Indianapolis 500 in 1949, 1950, 1951 en 1952, maar scoorde hierin geen punten. Hij verongelukte in de kwalificatie op de Milwaukee Mile een week na de Indy 500 van 1952.
Hij overleed op 38-jarige leeftijd aan een formule 1 ongeluk